# Петер Лорре
Пе́тер Ло́рре (нем. Peter Lorre; настоящее имя — Ла́дислав (Ла́сло) Лёвеншта́йн, венг. Löwenstein László, словац. Ladislav Löwenstein; 26 июня 1904, Ружомберок — 23 марта 1964, Лос-Анджелес) — австрийский и американский актёр театра и кино, режиссёр, сценарист.

## Ранние годы
Родился в городе Ружомбероке в Татрах (ныне — Словакия) в семье служащего местной текстильной фабрики, венгерского еврея Алоиза Лайоша Лёвенштайна (27.1.1877 — 1958), родом из Чёнге, и его жены Эльвиры Фрайшбергер (ок. 1883 — 17.4.1908), местной уроженки.
В 1908 году мать Лорре умерла, и отец женился снова — на её лучшей подруге Мелани Кляйн. В этом браке родились двое детей — Элиза (17.7.1909) и Гуго. По долгу службы отца семья некоторое время жила в румынском городе Браила, где Ладислав посещал частную немецкую школу, а с сентября 1913 года — в Вене. Там Ласло ходил в реальную гимназию. В марте 1915 года отец был призван в армию, и семья переселилась в Мёдлинг близ Вены, чтобы меньше платить за квартиру. Уже в следующем году отец вернулся с Восточного фронта в чине обер-лейтенанта, демобилизованный после тяжёлого ранения в лёгкое, и в 1917 году семья вновь поселилась в столице, где отец получил работу на оружейной фабрике Штейр. В том же году было приобретено небольшое имение в Каринтии, где семья проводила часть года (впоследствии эта территория вошла в состав Югославии).
В 1922 году Лорре окончил школу и по желанию отца начал изучать банковское дело. Работал помощником в обменном пункте Англо-Австрийского банка, затем — служащим в венском филиале чешского Живностенского банка, но вскоре спровоцировал своё увольнение. Увлёкшись театром, посещал литературные кафе города, в том числе знаменитое кафе «Централь», где собирались литературно-артистические круги. Был принят в труппу театра импровизации Якоба Морено; импровизационный метод позднего основателя «психодрамы» существенно повлиял на его выразительные средства; на протяжении всей своей жизни он серьёзно увлекался психоанализом.

## Карьера
От Морено он получил псевдоним Петер Лорре ещё до того, как Лео Миттлер пригласил его в театр в Бреслау. В 1925—1926 годах он выступал в Цюрихе, в 1926—1928 годах — в Вене. На рубеже 1920-х и 1930-х годов, выступая в «Фольксбюне», участвовал в экспериментах Брехта по созданию «эпического театра» и выработке нового стиля исполнения на Шиффбауэрдамм. Весной 1929 года Бертольт Брехт поручил ему роль Фабиана в пьесе «Сапёры в Ингольштадте» Марилуизы Фляйсер. В 1931 году он сыграл главную роль — Гэли Гэя — в пьесе Брехта «Человек есть человек» («Что тот солдат, что этот»), поставленной автором в Государственном театре; однако «эпическая» манера исполнения не была принята: многим показалось, что Лорре играет просто плохо. Но через несколько месяцев он стал звездой, сыграв свою первую роль в кино — детоубийцу Бекерта в фильме Фрица Ланга «М». Он продолжил работу в театре и снимался в небольших, как правило, комических ролях в кино.
4 марта 1933 года, после прихода нацистов к власти, еврей Лорре покинул Германию — сначала он отправился в Вену, затем в Париж. В 1934 году в Лондоне он сыграл обаятельного злодея в хичкоковском фильме «Человек, который слишком много знал». Как рассказывал Альфред Хичкок в интервью Франсуа Трюффо «на участии Петера Лорре настаивал я. Он снимался у Фрица Ланга в „М“ и в моем фильме должен был сыграть свою первую роль в британском кино. У него острое чувство юмора. Ему дали кличку „ходячий редингот“, потому что он ходил в пальто до пят». Плохо владея английским, он был вынужден зазубрить свой текст на слух. Во время съемок Лорре женился на актрисе Цецилии Львовской (позже Селия Ловски).
В июле 1934 года с контрактом студии «Коламбия» он поехал в Голливуд, где ему пришлось играть злобных и коварных иностранцев. Первым голливудским фильмом Лорре стала картина «Безумная любовь» (1935) по роману Мориса Ренара «Руки Орлака», где он сыграл безумного учёного д-ра Гоголя, пришившего руки мёртвого убийцы мужу женщины, в которую влюблён. В 1937—1939 годах он сыграл главную роль в восьмисерийном фильме о приключениях японского сыщика и шпиона мистера Мото (параллельно в американских кинотеатрах шёл похожий и более известный сериал о Чарли Чане, прерванный из-за алкоголизма и смерти исполнителя главной роли актёра Уорнера Оуленда, и последний неоконченный фильм франшизы перемонтировали в картину с участием Лорре-Мото). Сам актёр не любил эти фильмы, но они приносили доход студии, а у Лорре росло число поклонников.
В 1940 году Лорре снялся в фильме «Ты узнаешь» с коллегами по фильмам ужасов — Белой Лугоши и Борисом Карлоффом.
Петер Лорре пользовался популярностью как характерный персонаж в приключенческих фильмах. Он с успехом играл роли проходимцев: Джоэля Каиро в «Мальтийском Соколе» (1941) и Угартэ в культовом фильме «Касабланка» (1942).
В 1941 году Петер Лорре получил американское гражданство.
После Второй мировой войны кинокарьера Лорре пошла на спад, вследствие чего он переключился на работу в театре и на радио. В 1949 году он вернулся в Европу. В Германии в качестве соавтора сценария, режиссёра и исполнителя главной роли поставил фильм «Потерянный» (1951). Однако фильм, на который он возлагал большие надежды и который дался ему с большим трудом, в прокате успехом не пользовался. Со своей третьей женой Аннемари Бреннинг Лорре вернулся в США, играл в театре, снимался на телевидении и в кинофильмах, где чаще всего использовался его образ «страшилки». В 1954 году сыграл злодея Ле Шифра в телепостановке «Казино Рояль», вместе с Барри Нельсоном, исполнившим роль Джеймса Бонда. В 1957 году сыграл комиссара Бранкова в фильме Шёлковые чулки.
В начале 1960-х он работал с режиссёром Роджером Корманом в нескольких популярных малобюджетных фильмах.

## Смерть
Петер Лорре умер от инсульта в 1964 году. Его тело кремировали, а прах захоронили на голливудском мемориальном кладбище (сейчас оно называется «Голливуд Навечно»). Винсент Прайс зачитал на похоронах надгробную речь.

## Избранная фильмография
| Год       |    | Русское название                    | Оригинальное название           | Роль                          |
| --------- | -- | ----------------------------------- | ------------------------------- | ----------------------------- |
| 1930      | ф  | Белый дьявол                        | Der weiße Teufel                | н/д                           |
| 1931      | ф  | М                                   | M                               | Ганс Бекерт                   |
| 1934      | ф  | Человек, который слишком много знал | The Man Who Knew Too Much       | Эбботт                        |
| 1935      | ф  | Преступление и наказание            | Crime and Punishment            | Родерик Раскольников          |
| 1936      | ф  | Секретный агент                     | Secret Agent                    | генерал                       |
| 1937      | ф  | Спасибо, мистер Мото                | Thank You, Mr. Moto             | мистер Кентаро Мото           |
| 1940      | ф  | Странный груз                       | Strange Cargo                   | месье Пиг                     |
| 1940      | ф  | Незнакомец на третьем этаже         | Stranger on the Third Floor     | Незнакомец                    |
| 1941      | ф  | Лицо под маской                     | The Face Behind the Mask        | Янош «Джонни» Сабо            |
| 1941      | ф  | Они встретились в Бомбее            | They Met in Bombay              | капитан Чан                   |
| 1941      | ф  | Мальтийский сокол                   | The Maltese Falcon              | Джоэл Кайро                   |
| 1942      | ф  | На протяжении всей ночи             | All Through the Night           | Пепи                          |
| 1942      | ф  | Агент-невидимка                     | Invisible Agent                 | барон Икито                   |
| 1942      | ф  | Касабланка                          | Casablanca                      | Угарте                        |
| 1943      | ф  | Истоки опасности                    | Background to Danger            | Николай Залешов               |
| 1944      | ф  | Мышьяк и старые кружева             | Arsenic and Old Lace            | доктор Герман Эйнштейн        |
| 1944      | ф  | Маска Димитриоса                    | The Mask of Dimitrios           | Корнелиус Лайден              |
| 1944      | ф  | Конспираторы                        | The Conspirators                | Ян Бернажски                  |
| 1946      | ф  | Три незнакомца                      | Three Strangers                 | Джонни Уэст                   |
| 1946      | ф  | Чёрный ангел                        | Black Angel                     | Марко                         |
| 1946      | ф  | Вердикт                             | The Verdict                     | Виктор Эммрик                 |
| 1946      | ф  | Погоня                              | The Chase                       | Джино                         |
| 1947      | ф  | Моя любимая брюнетка                | My Favorite Brunette            | Кисмет                        |
| 1949      | ф  | Верёвка из песка                    | Rope of Sand                    | Тоди                          |
| 1950      | ф  | Зыбучий песок                       | Quicksand                       | Ник                           |
| 1950      | ф  | Двойное признание                   | Double Confession               | Пейнтер                       |
| 1953      | ф  | Посрами дьявола                     | Beat the Devil                  | Джулиус О’Хара                |
| 1954      | ф  | 20 000 лье под водой                | 20,000 Leagues Under the Sea    | Консель                       |
| 1954      | тф | Казино «Рояль»                      | Casino Royale                   | Лё Шиффр                      |
| 1956      | ф  | Вокруг света за 80 дней             | Around the World in 80 Days     | стюард на пароходе «Карнатик» |
| 1957      | ф  | Шёлковые чулки                      | Silk Stockings                  | комиссар Бранков              |
| 1957—1960 | с  | Альфред Хичкок представляет         | Alfred Hitchcock Presents       | Карлос / Томас Сальгадо       |
| 1960      | ф  | Запах тайны                         | Scent of Mystery                | Смайли                        |
| 1960      | с  | Сыромятная плеть                    | Rawhide                         | Виктор Лорье                  |
| 1961      | ф  | Путешествие на дно моря             | Voyage to the Bottom of the Sea | командор Люциус Эмери         |
| 1962      | ф  | Пять недель на воздушном шаре       | Five Weeks in a Balloon         | Ахмед                         |
| 1962      | ф  | Истории ужаса                       | Tales of Terror                 | Монтресор                     |
| 1963      | ф  | Ворон                               | The Raven                       | доктор Адольфус Бедлоу        |
| 1963      | ф  | Комедия ужасов                      | The Comedy of Terrors           | Феликс Гилли                  |